# 7 Samodzielny Gwardyjski Pułk Zmechanizowany
7 Gwardyjski Moskiewsko-Miński Pułk Zmechanizowany odznaczony Orderem Lenina, dwukrotnie Orderem Czerwonego Sztandaru, Orderem Suworowa i Kutuzowa (ros. 7-й отдельный гвардейский мотострелковый Пролетарский Московско-Минский ордена Ленина, дважды Краснознамённый, орденов Суворова и Кутузова полк) – samodzielny oddział Sił Zbrojnych Federacji Rosyjskiej w strukturach Floty Bałtyckiej Zachodniego Okręgu Wojskowego.

## Historia
Pułk wywodzi się z 1 Gwardyjskiej Dywizji Strzeleckiej, która po II wojnie światowej została dyslokowana w Królewcu w składzie 11 Gwardyjskiej Armii Ogólnowojskowej.   
W 1957 roku dywizję przemianowano na 1 Gwardyjską Dywizję Zmechanizowaną z zachowaniem orderów i nazw wyróżniających. Dywizja brała udział w operacji „Dunaj” w 1968 roku oraz w I wojnie czeczeńskiej w latach 1994–1996. 1 czerwca 2002 roku, w związku z reformą SZ FR, dywizję przeformowano w 7 Gwardyjską Brygadę Zmechanizowaną i włączono w skład Floty Bałtyckiej.  
W 2008 roku brygadę przeformowano w 7 Gwardyjski pułk zmechanizowany z zachowaniem wszystkich nazw wyróżniających i odznaczeń.

## Skład
- Dowództwo i sztab;
- 1 batalion zmechanizowany;
- 2 batalion zmechanizowany;
- 3 batalion zmechanizowany;
- batalion czołgów;
- pluton strzelców wyborowych;
- dywizjon artylerii samobieżnej;
- dywizjon artylerii przeciwlotniczej;
- batalion rozpoznawczy;
- kompania saperów;
- kompania łączności;
- kompania zabezpieczenia materiałowego;
- kompania zabezpieczenia technicznego[3].